# Tercis-les-Bains
Tercis-les-Bains (wym. [tɛʁsis le bɛ̃]) – miejscowość i gmina we Francji, w regionie Nowa Akwitania, w departamencie Landy.
Według danych na rok 1990 gminę zamieszkiwało 966 osób, a gęstość zaludnienia wynosiła 95 osób/km² (wśród 2290 gmin Akwitanii Tercis-les-Bains plasuje się na 441. miejscu pod względem liczby ludności, natomiast pod względem powierzchni na miejscu 1051.).